# وشتاوزن (هیلدبورگهاوزن)
وشتاوزن (به آلمانی: Westhausen) یک شهر در آلمان است که در هیلدبورگهاوزن واقع شده‌است. وشتاوزن ۵۸۲ نفر جمعیت دارد.